# Кусе ле Боа
Кусе ле Боа (фр. Coussay-les-Bois) насеље је и општина у западној Француској у региону Поату-Шарант, у департману Вијена која припада префектури Шателро.
По подацима из 2011. године у општини је живело 917 становника, а густина насељености је износила 21,17 становника/km². Општина се простире на површини од 43,32 km². Налази се на средњој надморској висини од 77 метара (максималној 144 m, а минималној 62 m).

## Демографија
| 1962. | 1968. | 1975. | 1982. | 1990. | 1999. | 2011. |
| ----- | ----- | ----- | ----- | ----- | ----- | ----- |
| 869   | 830   | 752   | 787   | 779   | 803   | 917   |

График промене броја становника у току последњих година